# افول
افول نمایشنامه‌ای از اکبر رادی است که سال ۱۳۴۲ نوشته شده‌است و نخستین بار سال ۱۳۴۹ به نمایش درآمده.

## داستان
پرده‌ی اول: میرآقای پُستچی و گداخانِ زارع خبر از قتلی که چند شب قبل بر سرِ زمین‌های کسمایی (از مالکین روستا) صورت گرفته، می‌دهند. فرخ، برادرزاده‌ی کسمایی و وارث او، پس از بر هم زدن نامزدی‌اش با دخترِ کسمایی به جهانگیر معراج (داماد عماد فشخامی، مالک دیگر روستا) پناه می‌آورد. جهانگیر که با استفاده از داراییِ پدرزنش خدماتی چون حفر چاه و... برای گیله‌مردها کرده، حالا درصدد ساختن مدرسه برایشان است. او برای تهیه‌ی مصالح مدرسه، یک راسته از مستغلات عماد در رشت را ـ که به او واگذار شده بود ـ می‌فروشد. عماد، خشمِ خود از این مسئله را به دخترش مرسده ابراز می‌کند. همچنین او را به‌خاطر نداشتن بچّه سرزنش می‌کند. کسمایی در نامه‌ای تهدیدآمیز، پیشنهاد جهانگیر برای همکاری در ساخت مدرسه را رد می‌کند. در ضمن از او می‌خواهد ساختن مدرسه را متوقف کند. اما جهانگیر که سرِ پرشوری دارد حتّی مرسده را متقاعد می‌کند که زندگی‌شان باید فدای نقشه‌های اجتماعی‌اش گردد.
پرده‌ی دوم: فرنگیس، خواهرِ مرسده که دانشجوست، از تهران برای استراحت به نارستان می‌آید. او که با پدر اختلاف عقیده دارد، به‌خاطر ظاهرِ آراسته‌اش مورد سرزنشِ عماد قرار می‌گیرد. در شبِ سالگرد ازدواج جهانگیر و مرسده، فرنگیس با جمعی که جهانگیر را احاطه کرده‌اند آشنا می‌شود: تقی میلانی (مدیر مدرسه)، هادی آریا (آموزگار)، دکتر شبان (دکتر روستا) و فرخ. آن‌ها با هم پیمانِ همکاری می‌بندند. عماد، مخالف آن‌هاست و به آن‌ها می‌گوید که در برابرشان می‌ایستد. کسمایی به دنبال فرخ می‌آید تا او را بازگرداند اما فرخ که عمویش را مسبّب قتل‌های نارستان می‌داند، به او پشت می‌کند.
پرده‌ی سوم: میلانی از مرسده می‌خواهد تا واسطه‌ی خواستگاری او از فرنگیس شود. عماد نیز از جهانگیر می‌خواهد در مقابل کسمایی کوتاه بیاید. ولی جهانگیر به‌خاطر کمک به گیله‌مردها، با عماد مخالفت می‌کند و حتّی برای آگاهی دادن به گیله‌مردها، اعلامیه پخش می‌کند.
پرده‌ی چهارم: کسمایی با پیشنهادِ خرید زمین‌های عماد، جهانگیر را تهدید می‌کند تا از نارستان برود. پس از ملاقاتِ آن‌دو، دکتر شبان و گداخان، مردِ مضروبی را به نزد جهانگیر می‌آورند. او یکی از هشت نفری است که در مدرسه مشغول کار بوده‌اند و به گفته‌ی جهانگیر، او را زخمی کرده‌اند تا کسی جرأتِ نزدیک شدن به ساختمان مدرسه را نداشته باشد. گیله‌مردها به خانه‌ی عماد هجوم می‌آورند و جهانگیر را تهدید به کشتن می‌کنند اما صحبت‌های جهانگیر و زنده ماندن مردِ مضروب به مددِ دکتر شبان، متقاعدشان می‌کند که خودشان برای ساختن مدرسه اقدام کنند. از طرف دیگر عماد فشخامی، میلانی را مجبور می‌کند تا سندِ واگذاری زمین‌های عماد به کسمایی را بنویسد.
پرده‌ی پنجم: کسمایی که در ابتدا با استفاده از احساسات مذهبیی گیله‌مردها و ساختن تکیه برایشان، آن‌ها را با خود همراه ساخته بود، حالا با خراب‌کردن سقف قهوه‌خانه و نشان‌دادنِ سند واگذاری، گیله‌مردها را تهدید می‌کند. گیله‌مردها با تصور نارو خوردن از جهانگیر، با دسته راه می‌افتند تا مدرسه را خراب کنند. جهانگیر، خود را شکست‌خورده می‌بیند. اما فرخ می‌رود تا در برابر عمویش مبارزه کند. عماد از نارستان می‌رود. دکتر شبان، خبر خودکشی میلانی را می‌آورد و خود، نزد خانواده‌اش به تهران بر می‌گردد. درحالی‌که جهانگیر و مرسده می‌ایستند تا زندگی نویی را آغاز کنند.

## متن
نمایشنامه به سال ۱۳۴۲ نوشته شد و سال بعد در انتشارات طرفه چاپ شد. سال ۱۳۵۵ نسخهٔ نوینی از نمایشنامه چاپ شد که در سال ۱۳۵۱ آماده شده بود. چاپ‌های بعدی در نشر قطره بوده‌است. واپسین نسخهٔ نمایشنامه در دفتر نخست روی صحنه آبی چاپ شده‌است.

## نخستین نمایش
علی نصیریان اين نمایشنامه را در اسفند ۱۳۴۹ روی صحنه برد.